# Телешовка (Тамбовская область)
Телешовка — село в Рассказовском районе Тамбовской области Российской Федерации. Входит в состав Рождественского сельсовета.

## География
Село находится в центральной части Тамбовской области, у реки Малый Ломовис.

### Часовой пояс
Село Телешовка, как и вся Тамбовская область, находится в часовой зоне МСК (московское время). Смещение применяемого времени относительно UTC составляет +3:00.

## История
Впервые упоминается в епархиальных сведениях 1911 года. В селе числилось дворов крестьянских — 30 с населением: мужского пола — 326, женского пола — 381 человек.

## Население
| 2010 |
| ---- |
| 350  |

## Достопримечательности
В селе установлен Памятник Воинам-землякам, погибшим в годы Великой Отечественной войны.

## Транспорт
Остановка общественного транспорта «Телешовка».